# 절대의 탐구
《절대의 탐구》(La Recherche de l’absolu)는 오노레 드 발자크의 소설로, 1834년 초 풍속 연구, 사생활 풍경의 3부작으로서 처음 출간되었으나, 이후 계속적으로 작가의 수정을 거쳐 40페이지 요약본으로 출간되었으며, 1839년에는 작가의 후원자였던 조제핀 들라누아(Joséphine Delannoy)에게 헌정하여 출간되었다. 최종적으로 세번째 판본(1845년)에서 발자크는 《인간 희극》의 철학 연구에 이 작품을 배속하였다.

## 영화에서의 암시
발자크의 많은 작품은 스크린으로 각색되었으나 일단 《절대의 탐구》의 영화화는 한 번도 이루어지지 않았다. 그럼에도, 프랑수아 트뤼포의 영화, 《400번의 구타》(1959)는 이 작품을 암시한다. 앙투안 두아넬은 프랑스어 작문 시간 《절대의 탐구》의 결말을 표절한다. 선생은 앙투안의 이 같 행동에 실망하여 빵점을 주나, 사실 앙투안은 최근에 읽은 그 단락을 본의아니게 기억하고 그것을 쓴 것이었다. 앙투안 두아넬은 집에 있는 재단을 발자크에게 바친다.

## 같이 보기

### 참고 문헌
- Madeleine Fargeaud, Balzac et la recherche de l’absolu, Paris, Hachette, 1968.
- Christopher G. Fox, « Chemistry, an Anti-Marriage: Balzac’s La Recherche de l’absolu », MLN, septembre 1994, numéro 109, vol. 4, p. 674-697.
- Josué Harari, « The Pleasures of Science and the Pains of Philosophy: Balzac’s Quest for the Absolute », Yale French Studies, 1984, numéro 67, p. 135-163.
- Edward J. Hughes, « Money, Meaning and Knowledge: A Reading of Balzac’s La Recherche de l’absolu », Romance Studies, printemps 1994, numéro 23, p. 31-42.
- Henry F. Majewski, « The Function of the Mythic Patterns in Balzac’s La Recherche de l’absolu », Nineteenth-Century French Studies, 1980-1981, numéro 9, p. 10-27.
- Aline Mura, « Mouvement et fixité dans La Recherche de l’absolu de Balzac », Holding Fast: The Dynamics of Nineteenth-Century French Culture, Amsterdam, Rodopi, 1997, p. 39-51.
- Scott Sprenger, « In the End was the Word: Balzac’s Modern Absolute », Anthropoetics, printemps-été 2001.